# ونگ وی
ونگ وی (انگلیسی: Wang Wei؛ زادهٔ ۱۹۷۱) کارآفرین و سرمایه‌دار اهل چین است، که هم‌اکنون بعنوان رئیس هیئت مدیره اس‌اف اکسپرس فعالیت می‌کند.